# Arriflex

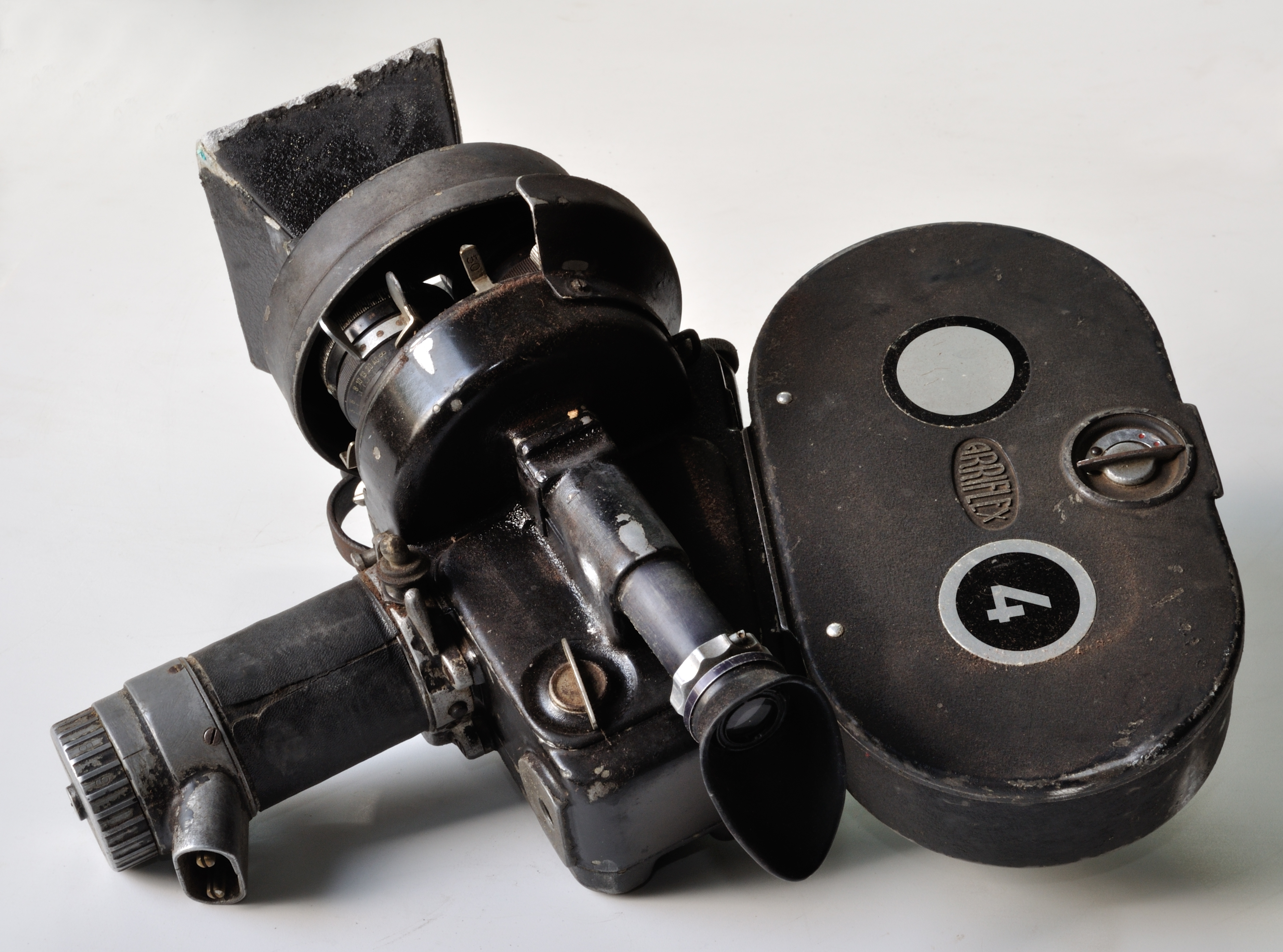
ARRIFLEX 35

Stanley Kubrick am Set von Barry Lyndon (1973–74); im Vordergrund ist eine Arriflex-Filmkamera abgebildet

Die ARRIFLEX der Münchner Unternehmensgruppe Arnold & Richter Cine Technik (ARRI) ist der Markenname einer bis zur Gegenwart entwickelten Reihe von Filmkameras; es ist auch der Name der ersten in Serie gebauten Spiegelreflex-Filmkamera für Filmaufnahmen mit Normalfilm. Diese ist 1937 auf der Leipziger Frühjahrsmesse öffentlich vorgestellt worden.

## ARRIFLEX 35
Die ARRIFLEX 35  ist noch heute die kompakteste und leichteste Normalfilm-Spiegelreflexkamera mit Revolverkopf für drei Objektive. Das Gehäuse ist aus Hydronalium gegossen. Die ARRIFLEX wurde von der Wehrmacht neben Kameras von Bell & Howell, Debrie, Askania, Zeiss und anderen benutzt. Sie war die Kamera für Sportbilder, Reportage, wissenschaftliche und Naturaufnahmen.
Das Bauprogramm besteht im Wesentlichen aus vier Sandgussteilen – die linke Gehäuseschale, die rechte Schale, der abnehmbare Deckel mit dem darin eingelassenen Sucherrohr, und die Revolverscheibe. Das 1937 gezeigte Magazin war eine Linhof-Doppelkassette aus Stahlblech. Die so genannte Ur-ARRIFLEX war hellgrau lackiert, hatte keine Daumenkralle an der rechten Gehäuseschale und keine Griffe an der Revolverscheibe. Es gab eine zentrale Verriegelung für alle drei Objektive, ähnlich in der Funktion wie diejenige beim 8-mm-Filmo von Bell & Howell. Erste Arbeiten an einer Handkamera mit Reflexsucher sollen 1932 begonnen worden sein. Im Herbst dieses Jahres war der Ingenieur Erich Kästner von August Arnold eingestellt worden. Ausführender Mechaniker war Rudolf Brüller. Die ersten vier Exemplare wurden 1938 verkauft.
Das Reflex-System enthält einen verspiegelten Zweiflügel-Umlaufverschluss, der in einen Winkel von 45 Grad zur optischen Achse das vom Objektiv einfallende Licht auf eine Mattscheibe lenkt. Dank der Zweiflügel-Symmetrie des Umlaufverschlusses ist ein gleichmäßiger Lauf möglich, wobei die Umdrehungszahl die halbe gegenüber dem Greiferantrieb beträgt. Im rechten Winkel zur optischen Achse befindet sich eine Mattscheibe in denselben Dimensionen wie das Bildfenster. Durch eine Sucherlupe wird eine vergrößerte Sicht auf die Mattscheibe bewirkt. Auf Grund der Gehäuseform und der Konstruktion der Mechanik arbeitet der Spiegelverschluss nicht lichtdicht. Deshalb gehörte von Anfang an ein Lichtschutz dazu, der das Licht von den nicht benutzten Objektiven abhält.
Im Zweiten Weltkrieg wurde in den USA die praktisch baugleiche CINEFLEX hergestellt. Diese hatte im Unterschied zur ARRIFLEX keinen unten angeschraubten Stabelektromotor, sondern einen seitlichen Elektromotor. Es gab auch einen Federwerkmotor.

## ARRIFLEX 16

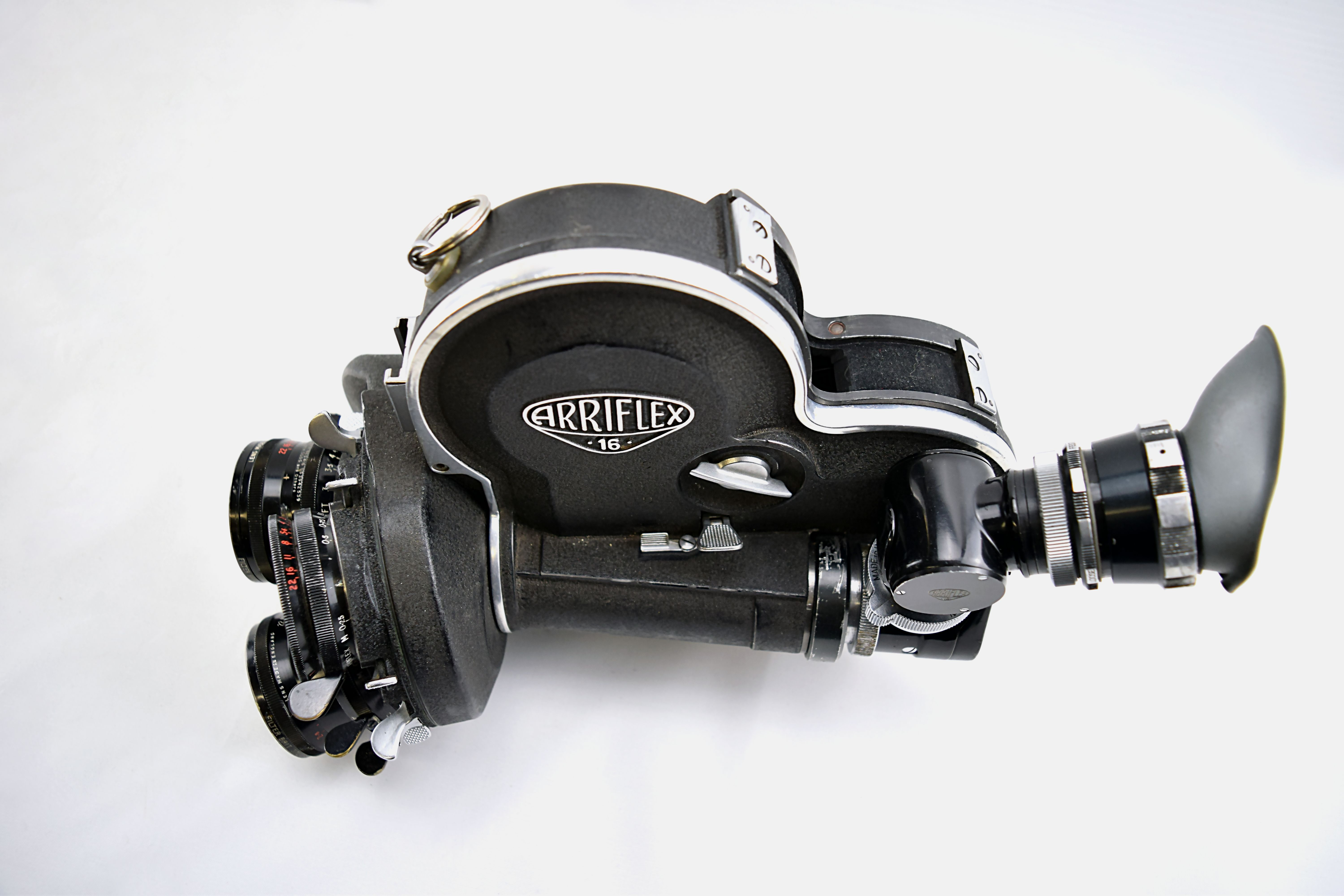
ARRIFLEX 16

1951 wurde die ARRIFLEX 16 fertiggestellt und ab 1952 verkauft. Sie ist weltweit eine intensiv für Kino und Fernsehen eingesetzte Filmkamera geworden, mit der von der stummen Bildberichterstattung über Synchron-Tonaufnahme bis zur Trickarbeit fast alles möglich war. Zur ARRIFLEX 16 gab es ein Handkurbelzubehör, das an Stelle des Elektromotors eingesetzt wurde, sowie einen Druckluftantrieb.

## Nachfolgemodelle
Die Produktlinie der Arriflex 35 mm (auch 535, 535 B) wurde eingestellt. Nachfolgerin war die ArriCam, die aus der Zusammenlegung mit der von Arri aufgekauften österreichischen Firma Moviecam entstand. 16-mm-Kameras von Arriflex wurden unter der Bezeichnung 16SR/HS und 416 vertrieben.
Inzwischen hat der Hersteller die Fertigung aller analogen Filmkameras komplett eingestellt und produziert nur noch digitale Kameras.

## Kameratypen
Filmkameras werden nach den Filmformaten in 35 mm, 16 mm und 65 mm eingeteilt, nach der Verwendung der Kamera außerdem in MOS und SyncSound.
MOS-Kameras, auch „stumme Kameras“ genannt, werden für Aufnahmen verwendet, bei denen keine zeitgleiche Tonaufnahme stattfindet. Die Arnold & Richter, Cine-Technik Group, Ag., bezeichnet diese Typen als die 235- und 435-Serie, die mit bis zu 150 Bildern pro Sekunde auch für Zeitlupenaufnahmen tauglich sind.
SyncSound-Kameras werden für Aufnahmen mit 24/25 Bildern pro Sekunde verwendet. Parallel zum Bild wird hierbei der Ton aufgezeichnet. Sie sind mit weniger als 20 dB (A) sehr leise. Arri bezeichnet diese Typen als die ArriCam-Serie. Nochmals unterteilt wird diese Serie dann in die ArriCam ST (für Studio, schwerer und leiser) und die ArriCam LT (für light, leichter und lauter).